# Casa d'Italia

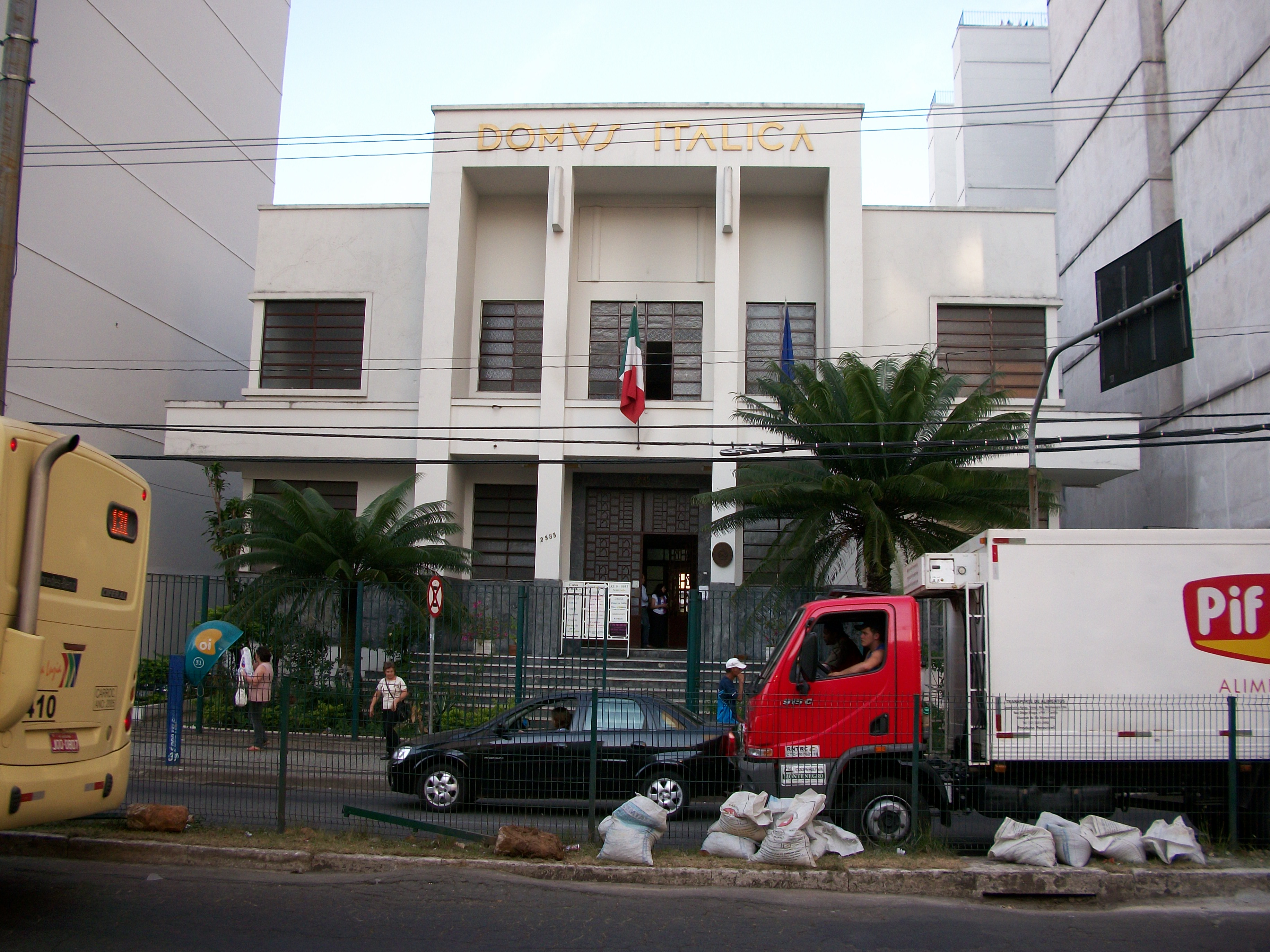
Casa d'Italia em Juiz de Fora, Brasil.

Casa d'Italia foi uma rede de instituições italianas instaurada ao redor do mundo durante a década de 1930. Sua função era potencializar a vida coletiva dos colônias, abrigando e agrupando num mesmo local todas as associações italianas da localidade onde era implementada. O objetivo final, no entanto, era reforçar o controle absoluto do fascismo sobre as comunidades e associações de imigrantes.

## No Brasil
Apesar de registros desencontrados a respeito do número de unidades, estima-se que no Brasil tenham sido construídas dez Casa d'Italia no estado de São Paulo e seis no Rio Grande do Sul, além de outras espalhadas por cidades como Rio de Janeiro, Belo Horizonte, Juiz de Fora, Recife, Salvador, Uberaba, Ubá e Belém.
O conjunto de atividades de cada uma das unidades variava conforme os recursos disponíveis em cada local. Entre essas atividades estavam aquelas exercidas por órgãos administrativos e educacionais, além da disponibilização da estrutura para a organização de eventos culturais. Serviam também para a disseminação de propaganda fascista entre brasileiros e italianos, parte da tentativa de exercer controle sobre as associações e de agrupar "todas as forças da italianidade presentes no Brasil para uma batalha final contra a desnacionalização dos imigrantes". Isso durou até a entrada do país na Segunda Guerra Mundial em 1942, quando foi desmantelada não só a rede das Casa d'Italia, como também toda a infraestrutura fascista estabelecida em território brasileiro.